# Філітизація
Філітизація (рос. филлитизация, англ. hyllitisation, нім. Phyllitisierung f) - геологічні процеси зміни глинистих сланців в умовах регіонального метаморфізму, які проявляються в ущільненні, перекристалізації речовини гірських порід, зростанні кристалічних зерен і перетворенні глинистих мінералів у серицит, біотит і хлорит. В результаті Ф. утворюються філіти.